# De Lek
De Lek is een voormalige gemeente in Zuid-Holland, die vanaf 1817 dertig jaar heeft bestaan. Ze vormde een klein restant van de vroegere Heerlijkheid van de Lek.
De gemeente De Lek bestond grotendeels uit water (de Lek en de Nieuwe Maas) en buitendijks land. De zelfstandige gemeente ‘De Lek’ lag in en langs de rivier de Lek. De gemeente liep van Ammerstol tot aan de Stormpolder. Het gebied had een economisch belang vanwege de van oudsher aan de heerlijkheid van de Lek verbonden visrechten op de rivier de Lek.
In 1817 kreeg dit gebied om administratief-technische redenen de status van gemeente, zonder een bestuurlijk en een ambtelijk apparaat. Feitelijk speelde deze administratieve eenheid slechts een rol voor de belastingdienst. In 1847 kwam hier een eind aan en werd het gebied verdeeld tussen de omliggende gemeenten.